# Hela Sverige bakar, säsong 6 (2017)
Den sjätte säsongen av Hela Sverige bakar spelades återigen in på Taxinge-Näsby slott. Likt föregående säsong sändes programmet på TV4, mellan den 26 september och den 12 december 2017 med programtiden 20:00 på tisdagar, återigen med Tilde de Paula Eby, Birgitta Rasmusson och Johan Sörberg som programledare respektive jury.
Antalet deltagare utökades från tolv till fjorton men redan i första avsnittet blev två deltagare utslagna efter första utmaningen.
Den 28-årige gruppträningskoordinatoren Andréa Brändström från Jönköping fick titulera sig Sveriges bästa hemmabagare 2017 och få utge sin egen bakbok.

## Deltagare
| Deltagare                | Ålder | Bostad     | Sysselsättning           | Resultat                              |
| ------------------------ | ----- | ---------- | ------------------------ | ------------------------------------- |
| Johanna Strand           | 36    | Tibro      | Undersköterska           | Fick lämna tävlingen under avsnitt 1. |
| Nathalie Wästgård        | 32    | Stockholm  | Sjöman                   | Fick lämna tävlingen under avsnitt 1. |
| Carina Svensson          | 50    | Kungsbacka | Elevassistent            | Ute ur tävlingen efter avsnitt 2.     |
| Hana Chatila             | 27    | Örebro     | Apotekschef              | Ute ur tävlingen efter avsnitt 3.     |
| David Sandberg           | 24    | Göteborg   | Revisor                  | Ute ur tävlingen efter avsnitt 4.     |
| Andreas Hjert            | 38    | Älvängen   | Kvalitetstekniker        | Ute ur tävlingen efter avsnitt 5.     |
| Marcus Österström        | 27    | Umeå       | Föreläsare               | Ute ur tävlingen efter avsnitt 6.     |
| Monica Björn             | 41    | Sköllersta | Träningsinstruktör       | Ute ur tävlingen efter avsnitt 7.     |
| Jennie Everman Thuresson | 40    | Stockholm  | Folkhälsovetare          | Ute ur tävlingen efter avsnitt 9.     |
| Veronika Dahl            | 33    | Älmhult    | Gymnasielärare           | Ute ur tävlingen efter avsnitt 10.    |
| Fredrik Britz            | 26    | Stockholm  | Studerande               | Ute ur tävlingen efter avsnitt 11.    |
| Bradley Peter            | 27    | Göteborg   | Cancerforskare           | Andra plats, efter avsnitt 12.        |
| Johanna Bergström        | 26    | Sala       | Kallskänka               | Andra plats, efter avsnitt 12.        |
| Andréa Brändström        | 28    | Jönköping  | Gruppträningskoordinator | Sveriges bästa hemmabagare 2017       |

## Sammanfattning
| Plats | Deltagare  | Avsnitt | Avsnitt | Avsnitt | Avsnitt | Avsnitt | Avsnitt | Avsnitt | Avsnitt | Avsnitt | Avsnitt | Avsnitt | Avsnitt  |
| Plats | Deltagare  | 1       | 2       | 3       | 4       | 5       | 6       | 7       | 8       | 9       | 10      | 11      | 12       |
| ----- | ---------- | ------- | ------- | ------- | ------- | ------- | ------- | ------- | ------- | ------- | ------- | ------- | -------- |
| 1     | Andréa     |         |         |         |         |         |         |         |         |         |         |         | Vinnare  |
| 2     | Bradley    |         |         |         |         |         |         |         |         |         |         |         | Finalist |
| 2     | Johanna B. |         |         |         |         |         |         |         |         |         |         |         | Finalist |
| 4     | Fredrik    |         |         |         |         |         |         |         |         |         |         | Ute     |          |
| 5     | Veronika   |         |         |         |         |         |         |         |         |         | Ute     |         |          |
| 6     | Jennie     |         |         |         |         |         |         |         |         | Ute     |         |         |          |
| 7     | Monica     |         |         |         |         |         |         | Ute     |         |         |         |         |          |
| 8     | Marcus     |         |         |         |         |         | Ute     |         |         |         |         |         |          |
| 9     | Andreas    |         |         |         |         | Ute     |         |         |         |         |         |         |          |
| 10    | David      |         |         |         | Ute     |         |         |         |         |         |         |         |          |
| 11    | Hana       |         |         | Ute     |         |         |         |         |         |         |         |         |          |
| 12    | Carina     |         | Ute     |         |         |         |         |         |         |         |         |         |          |
| 13    | Johanna S. | Ute     |         |         |         |         |         |         |         |         |         |         |          |
| 13    | Nathalie   | Ute     |         |         |         |         |         |         |         |         |         |         |          |

1. ↑  Under första avsnittet skedde en uttagning där två deltagare åkte ut ur tävlingen efteråt.
2. ↑  Efter åttonde avsnittet åkte ingen ut ur tävlingen.

| – Deltagaren blev veckans stjärnbagare och gick vidare i tävlingen. · – Deltagaren gick vidare i tävlingen. · Ute – Deltagaren åkte ut ur tävlingen efter det avsnittet. · Vinnare – Deltagaren vann Hela Sverige bakar. · Finalist – Deltagaren avslutade tävlingen som finalist. · |

### Utmaningar
Avsnitt 1 – Tårtor (26 september 2017)
- Uttagning – Tarte Tatin: Säsongen startade med att alla fjorton deltagare skulle baka en varsin tarte tatin, en fransk äppelkaka, och hemmagjord vaniljsås med hjälp av en klotgrill på en timme. Två deltagare fick lämna tävlingen efteråt.
- Paradbak – Tårta: De kvarvarande deltagarna fick sedan baka en varsin tårta som speglade sig själva på två timmar.

Avsnitt 2 – Mjuka kakor (3 oktober 2017)
- Paradbak – Cupcakes: Deltagarna skulle baka tre olika sorters cupcakes och sju av varje sort på en och en halv timme. Varsin sort skulle innehålla antingen nötter, bär eller ha en överraskande smakkombination.
- Teknisk utmaning – Toscakaka: I denna utmaning skulle deltagarna baka en varsin toscakaka enligt recept fast utan anvisningar på en och en halv timme, och de fick använda valfri topping av frön, nötter eller skal till kakan.

Avsnitt 3 – Småkakor (10 oktober 2017)
- Paradbak – Småkakor: Deltagarna skulle baka tre olika sorters småkakor på en och en halv timme, där varje sort skulle vara inspirerad av antingen dåtids, nutid eller framtid.
- Teknisk utmaning – Vaniljhjärtan: Sedan skulle deltagarna baka tio stycken vaniljhjärtan vardera på en timme.

Avsnitt 4 – Bröd (17 oktober 2017)
- Paradbak – Tunnbröd: I detta avsnittets paradbak skulle deltagarna baka mjuka tunnbröd med passande tillbehör på en och en halv timme, där de skulle ha inspiration av ett valfritt land eller plats från hela världen.
- Teknisk utmaning – Kuvertbröd och knäckebröd: Deltagarna delades in i par och skulle bara fyra olika sorters kuvertbröd med larver och insekter som huvudkomponent på en och en halv timme, enligt Johan Sörbergs instruktioner. Ett tag senare fick paren även uppgiften att baka glutenfritt knäckebröd med insekter under samma tid.

Avsnitt 5 – Engelska desserter (24 oktober 2017)
- Paradbak – Gelédessert: Deltagarna skulle baka en varsin dessert i minst tre olika delar på en och en halv timme. Desserten skulle innehålla en valfri del, en bakad del och en del gjord som gelé, där gelén skulle ha huvudnumret.
- Teknisk utmaning – Sticky toffee pudding: I den tekniska utmaningen skulle deltagarna baka tre stycken sticky toffee pudding med kolasås på en timme och tio minuter, med Tony Irving som gästdomare.

Avsnitt 6 – Pajer (31 oktober 2017)
- Paradbak – Portionspajer: Deltagarna skulle baka tre olika sorters pajer på två timmar. En paj skulle ha ett mönstrat lock, en paj skulle få efterdekorationer och en paj skulle varken ha lock eller dekorationer.
- Teknisk utmaning – Apfelstrudel: Deltagarna skulle baka en varsin apfelstrudel med hemmagjord vaniljsås på en och en halv timme.

Avsnitt 7 – Bakelser (7 november 2017)
- Paradbak – Högtidsbakelser: I detta avsnittets paradbak skulle deltagarna skulle baka två olika sorters bakelser som representerade en högtid som de valt, och tre av varje sort på två timmar.
- Teknisk utmaning – Budapestbakelse: Deltagarna skulle baka sex stycken budapestbakelser på en timme och femton minuter.

Avsnitt 8 – Sötebröd (14 november 2017)
- Paradbak – Bullar: I den första utmaningen skulle deltagarna baka tre olika sorters bullar på tre olika sätt på två timmar. Bullarnas olika sorter skulle vara formade som ett nystan, en giffel och en valfri form.
- Teknisk utmaning – Mantou: Sedan i den tekniska utmaningen skulle deltagarna baka tolv stycken mantous, ett kinesiskt ångkokt bröd, med valfri fyllning och dekoration på två timmar.

Avsnitt 9 – Choklad (21 november 2017)
- Paradbak – Choklad: I paradbaket fick deltagarna baka helt valfritt till en speciell person till dem med egna recept på två timmar. Enda kraven var att choklad skulle spela huvudrollen, samt att bakelsen skulle vara dekorerad med choklad och smaksatt med sprit.
- Teknisk utmaning – Dammsugare: Sedan skulle deltagarna baka dammsugare med deras gamla tosckakakor som fyllning på en timme, där deras dammsugare skulle ha kreativa smakkombinationer och varierande utseenden.

Avsnitt 10 – Munsbitar (28 november 2017)
- Paradbak – Munsbitar: Deltagarna skulle baka tre olika sorters munsbitar och fem av varje sort på en timme och fyrtiofem minuter, där de olika sorterna skulle vara smaksatt med antingen kola, kaffe eller vara bakad med pâte à choux-deg.
- Teknisk utmaning – Cannoli: I den tekniska utmaningen skulle deltagarna baka så många cannoli de kunde med valfri fyllning inuti på en timme och femton minuter, med Paolo Roberto som gästdomare.

Avsnitt 11 – Semifinal (5 december 2017)
- Paradbak – Bûche de Noël: I den första utmaningen skulle deltagarna baka en varsin valfri bûche de Noël, eller julstubbe, med valfri smaksättning på två timmar. De skulle även fokusera mycket kreativitet på dekorationerna.
- Teknisk utmaning – Stafett: I den tekniska utmaningen skulle deltagarna utmanas i en stafett på fyrtio minuter, där dom i tur och ordning skulle göra dessa övningar:
  - Vispa maräng på fem äggvitor med handkraft.
  - Dela upp tio bitar på 60 gram vardera från en deg på 800 gram.
  - Göra en vaniljsås från grunden.
  - Göra två marsipanrosor, en stor med sju kronblad och en mindre med fem kronblad.

Avsnitt 12 – Final (12 december 2017)
- Paradbak – Födelsedagstårta: Deltagarna skulle baka varsin tårta på fyra och en halv timme till ett födelsedagsbarn, och som även skulle räcka till trettio gäster.
- Teknisk utmaning – Tilltugg: Sedan i den tekniska utmaningen skulle deltagarna baka tre olika bakverk och tio stycken av varje som skulle passa till deras födelsedagstårta, på en timme och fyrtiofem minuter. De hade även tio minuter att planera innan bakningstiden.

## Tittarsiffror
| Avsnitt | Datum             | Tittarsiffror |
| ------- | ----------------- | ------------- |
| 1       | 26 september 2017 | 722 000       |
| 2       | 3 oktober 2017    | 651 000       |
| 3       | 10 oktober 2017   | 618 000       |
| 4       | 17 oktober 2017   | 590 000       |
| 5       | 24 oktober 2017   | 582 000       |
| 6       | 31 oktober 2017   | 703 000       |
| 7       | 7 november 2017   | 616 000       |
| 8       | 14 november 2017  | 649 000       |
| 9       | 21 november 2017  | 662 000       |
| 10      | 28 november 2017  | 669 000       |
| 11      | 5 december 2017   | 710 000       |
| 12      | 12 december 2017  | 732 000       |

## Källhänvisningar
1. ↑  ”Här är deltagarna i Hela Sverige bakar 2017”. TV4.se. http://www.tv4.se/hela-sverige-bakar/artiklar/h%C3%A4r-%C3%A4r-deltagarna-i-hela-sverige-bakar-2017-59b7a77d4bd8e590ed006da5. Läst 26 september 2017.
2. ↑  ”Mediamätning i Skandinavien”. Arkiverad från originalet den 21 februari 2016. https://web.archive.org/web/20160221070857/http://hottoptv.mms.se/.